# كأس ملك إسبانيا 2007–08
كان كأس ملك إسبانيا 2007–08 الموسم رقم 106 في تاريخ كأس ملك إسبانيا. بدأت المنافسة يوم 29 أغسطس 2007 وانتهت يوم 13 مايو 2008. فاز فالنسيا بهذه النسخة بعد تغلبه على خيتافي بنتيجة 3–1 في النهائي الذي أُقيم بفيسنتي كالديرون في مدينة مدريد.
كان إشبيلية حامل اللقب إلا أنه أُقصي في دور الستة عشر.

## ربع النهائي
| الفريق الأول     | إجم.                          | الفريق الثاني | مباراة الذهاب | مباراة الإياب |
| ---------------- | ----------------------------- | ------------- | ------------- | ------------- |
| راسينغ سانتاندير | 5–3                           | أتلتيك بيلباو | 2–0           | 3–3           |
| خيتافي           | (قانون أهداف خارج الديار) 2–2 | ريال مايوركا  | 1–0           | 1–2           |
| فالنسيا          | (قانون أهداف خارج الديار) 3–3 | أتلتيكو مدريد | 1–0           | 2–3           |
| نادي فياريال     | 0–1                           | برشلونة       | 0–0           | 0–1           |

## نصف النهائي
| الفريق الأول | إجم. | الفريق الثاني    | مباراة الذهاب | مباراة الإياب |
| ------------ | ---- | ---------------- | ------------- | ------------- |
| خيتافي       | 4–2  | راسينغ سانتاندير | 3–1           | 1–1           |
| برشلونة      | 3–4  | فالنسيا          | 1–1           | 2–3           |

## النهائي
| خيتافي | 1–3 | فالنسيا |
| ------ | --- | ------- |
|        |     |         |